# Форма уговора
Форма је начин изражавања садржине уговора, кроз унапред предвиђене спољне, видљиве знаке, преко којих треба да се манифестује воља. Закон може да пропише форму уговора као један од услова за закључење уговора или странке својом вољом то исто могу да уговоре.
Уколико закон постави као услов да се уговор има закључити у одређеној форми то важи и за све измене и допуне тог уговора. Али пуноважне су доцније усмене допуне уговора споредним тачкама о којима у формалном уговору није ништа речено, уколико то није противно циљу због кога је форма прописана и нису у супротности са његовом садржином. Исто важи и за истовремене усмене одредбе као и за усмене измене тих одредби. Пуноважне су и оне усмене одредбе којима се смањују или олакшавају обавезе једне или друге стране, ако је посебна форма прописана искључиво у интересу странака.
Раскид формалних уговора по правилу може бити учињен усменим споразумом, осим ако је за одређени случај прописано нешто друго или ако циљ због кога је прописана форма за закључење уговора захтева да и раскидање буде обављено у истој форми.

## Разлози за предвиђање форме као услова за закључење уговора
1. Заштитна функција форме
Форма омогућава странкама да озбиљније размотре домашај поступака које предузимају и да увиде значај изјава воље које дају.
2. Доказна функција форме
Расподела доказа у спору се извршава на тај начин што тужилац треба да докаже све што тврди. То је веома тешко код усмено закључених уговора и због тога се често саставља писмена исправа иако је уговор неформалан.
3. Функција форме за државну контролу уговора
Држава је нарочито заинтересована за уговор о промету непокретности због пореза на промет, али и за још неке уговоре, па захтева да се, поред закључења у писменој форми, уговор овери у суду или општини. 

## Врсте форми

### Врсте форми по начину испољавања
1. Писмена форма 
Писмена форма је писмена редакција уговора на одређеној исправи, написана руком, писаћом машином или другим средством, и коју су својеручно потписале уговорне стране. Елементи писане форме су текст изјаве и потписи. Текст изјаве не мора да буде написан на једном папиру, може свака страна да свој део изјаве својеручно потпише, али је потребно да се на тај начин види постигнута сагласност о битним елементима уговора. ЗОО предвиђа да је за закључење двострано обавезног уговора довољно да обе стране потпишу једну исправу или да свака страна потпише примерак исправе намењен другој страни.
Потписи странака су значајни зато што је писмени уговор закључен када су странке потписале текст изјаве. За испуњење писане форме довољно је да се потпише она страна која се уговором обавезује.
Захтева се и потпуност потписа - да се потпис састоји од пуног имена и презимена. Од захтева потпуности потписа може се одустати када је руководећи се одређеним стандардом могуће индивидуализовати потписника. Снагу својеручног потписа када је у питању неписмено лице има стављане рукознака оверено од два сведока или суда. Потпис правног лица ставља се на тај начин што се назначи назив правног лица уз потпис органа правног лица овлашћеног на потписивање исправе. Место стављања потписа је на крају или испод текста изјаве. Потписника према општеприхваћеном становишту обавезује само текст изјаве који се налази изнад његовог потписа. У судској пракси прихваћено је становиште да се писменом формом морају обухватити само битни елементи уговора. Као битни се не сматрају само они елементи које закон као минимум предвиђа, већ и сви други о којима, према намери странака треба да се постигне сагласност. Ако се из признанице види сагласност о битним елементима и ако је она потписана од продавца, и предата купцу треба реци да је у таквом случају уговор пуноважно закључен.

Уколико је у питању уговорена форма, неформалном сагласношћу могу се извршити измене и допуне свих елемената уговора.
Уговор коме недостаје форма, сматра се пуноважним, ако су обе стране извршиле у целини, или у претежном делу, обавезе које из њега настају, осим ако из циља због кога је форма прописана не произлази што друго.
2. Форма јавне исправе
Када се поред писмене редакције уговора, захтева и интервенција одређеног органа јавне власти, тада уговор има форму јавне исправе. Орган јавне власти може имати активну улогу, у ком случају се она пред њим закључује, или може бити потребна само овера која значи да су странке потврдиле да је то њихов акт. Интервенција органа државне власти даје исправи својство јавне исправе.
Према ЗОО форма прописана законом за неки формалан уговор, неопходна је и за пуномоћје потребно за закључење тог уговора.
3. Реална форма
Захтев реалне форме значи да је за закључење уговора, поред сагласности воља потребна и предаја ствари. Реална форма огледа се у предаји ствари која има конститутивно дејство у акту закључења уговора.
Према класичном учењу из римског права, постоје 4 реална уговора – зајам, остава, послуга и залога, а у модерном праву њима се додаје и уговор о превозу робе.
Ова је концепција до доношења ЗОО била примењивана и код нас. ЗОО је ове уговоре сврстао у консенсуалне и предаја ствари не значи акт закључења уговора, већ акт његовог испуњења.

### Конкуренција форми
Конкуренција форми постоји када се уговор може закључити у једној од више предвиђених форми. 
Код уговора о поклону постоји могућност конкуренције писмене и реалне форме. 

### Врсте форми према правном дејству
По свом правном дејству форме могу бити:
1. Битне (forma ad solemnitatem)
2. Доказне (forma ad probationem) 
Битна форма је форма која представља битан елемент уговора. Ако се говори о форми предвиђеној у закону, у праву Републике Србије мисли на битну форму. Закон предвиђа да се неће сматрати да је уговор закључен иако је постигнута сагласност воља као срж уговора. Форма као конститутиван елемент уговора може бити предвиђена и вољом странака.
Примери битне форме су: уговор о јемству, уговор о доживотном издржавању, уговор о уступању имовине за живота лица, уговор о промету непокретности. 
У случају спора када питање уговора дође до суда, пожељно је да се поднесе писмена исправа, али није нужно. Ако је лице не поднесе, оно мора да доказује да је уговор закључен у писменој форми, на шта је гласио и које обавезе треба да произведе.

Доказна форма није предвиђена у ЗОО. Али према новијим истраживањима изгледа да је уговор о арбитражи пример доказне форме у нашем праву. Доказна форма је форма која је предвиђена као једино средство доказивања уговора. Форма није услов пуноважности уговора, он може бити закључен и неформално и стране могу да га испуне, држећи се усмено закљученог уговора. 
Њен значај се види само ако дође до спора. У случају спора постојање уговора се може доказати само подношењем писмене исправе. Доказна форма постоји само у оним системима у којима није призната слободна оцена доказа већ доказ писмене исправе искључује исказ сведока. 
Доказна форма је важна у два главна правна система – француском и англоамеричком. 
Доказна форма је била предвиђена и у нашем праву 1865. године али је после уједињења дошло до промене у законодавству, на инсистирање правника из Хрватске и Словеније, који су се залагали за аустријски начин доказивања (слободну оцену доказа).

### Врсте форми по начину настанка
1. Уговорена форма
Када је законом остављено слободно закључење уговора и није предвиђена никаква форма стране уговорнице могу и саме предвидети да ће њихов уговор моћи да производи правна дејства само ако буде закључен у нарочитој форми. 
Споразум о форми треба да буде закључен пре или најдоцније приликом постизања сагласности о садржини уговора. Правно дејство уговора се одлаже до тренутка испуњења форме. Сам споразум о форми може бити и усмен али се најчешће писмено закључује.
Ако се из самог споразума или по околностима случаја види да су, уговоривши одређену форму, уговорнице хтеле само да осигурају доказ свог уговора или да постигну што друго, уговор је постигнут када је постигнута сагласност о његовој садржини, а за уговорнике је у исто време настала обавеза да уговору дају предвиђену форму.
Уговор за чије је закључење уговорена посебна форма може бити раскинут, допуњен или измењен и неформалним споразумом. Стране могу, самим извршењем, конвалидирати уговор јер се у чињеници макар и делимичног испуњења огледа одрицање од предвиђене форме.

2. Законска форма
Ова је форма одређена законом и може бити реална, писмена или свечана (форма јавне исправе). Ова је форма општом нормом прописана као услов пуноважности уговора и његов је битан састојак.
ЗОО предвиђа и правило о конвалидацији уговора коме недостаје форма. Уговор за чије се закључење захтева писана форма сматра се пуноважним иако није закључен у тој форми ако су уговорне стране извршиле обавезу у целини или у претежном делу, осим ако из циља због којег је форма прописана, не произлази што друго.